# Liste des monuments historiques d'Embrun
Cet article recense les monuments historiques d'Embrun, en France.

## Statistiques
Embrun compte onze édifices comportant au moins une protection au titre des monuments historiques.

## Liste
| Monument                                     | Adresse                                 | Coordonnées                      | Notice         | Protection     | Date      | Illustration                                 |
| -------------------------------------------- | --------------------------------------- | -------------------------------- | -------------- | -------------- | --------- | -------------------------------------------- |
| Cathédrale Notre-Dame d'Embrun               |                                         | 44° 33′ 44″ nord, 6° 29′ 42″ est | « PA00080556 » | Classé         | 1840      | Cathédrale Notre-Dame d'Embrun               |
| Couvent des Cordeliers d'Embrun              | Place du Général-Dosse                  | 44° 33′ 54″ nord, 6° 29′ 45″ est | « PA00080555 » | Inscrit Classé | 1971      | Couvent des Cordeliers d'Embrun              |
| Fontaine                                     | Rue Clovis-Hugues Place Saint-Marcellin | 44° 33′ 55″ nord, 6° 29′ 48″ est | « PA00080557 » | Inscrit        | 1930      | Fontaine                                     |
| Fontaine                                     | Place Eugène-Berthelon                  | 44° 33′ 51″ nord, 6° 29′ 46″ est | « PA00080558 » | Inscrit        | 1948      | Fontaine                                     |
| Fontaine                                     | Rue de la Liberté Rue Saint-Hilaire     | 44° 33′ 49″ nord, 6° 29′ 37″ est | « PA00080559 » | Inscrit        | 1948      | Fontaine                                     |
| Fontaine                                     | Rue Pierre-et-Marie-Curie               | 44° 33′ 46″ nord, 6° 29′ 37″ est | « PA00080560 » | Inscrit        | 1927      | Fontaine                                     |
| Hôtel des Gouverneurs d'Embrun               | 6 rue de la Liberté                     | 44° 33′ 49″ nord, 6° 29′ 42″ est | « PA00080561 » | Inscrit Classé | 1948 1978 | Hôtel des Gouverneurs d'Embrun               |
| Immeuble                                     | 39 rue Clovis-Hugues                    | 44° 33′ 52″ nord, 6° 29′ 45″ est | « PA05000002 » | Inscrit        | 1996      | Immeuble                                     |
| Maison des Chanonges                         | Place de la Cathédrale                  | 44° 33′ 46″ nord, 6° 29′ 41″ est | « PA00080562 » | Classé         | 1988      | Maison des Chanonges                         |
| Monument à Clovis Hugues                     | Place de l'Archevêché                   | 44° 33′ 45″ nord, 6° 29′ 46″ est | « PA05000016 » | Inscrit        | 2009      | Monument à Clovis Hugues                     |
| Tour brune d'Embrun et palais archiépiscopal | Rue de la Tour-Brune                    | 44° 33′ 46″ nord, 6° 29′ 43″ est | « PA00080563 » | Classé Inscrit | 1927 2005 | Tour brune d'Embrun et palais archiépiscopal |